# Tetsuo Nishimoto
Tetsuo Nishimoto (jap. 西本 哲雄, Nishimoto Tetsuo; * 16. Dezember 1950 in Hiroshima, Japan) ist ein ehemaliger japanischer Volleyballspieler.
Tetsuo Nishimoto gehörte zum Volleyballteam seines Landes bei den Olympischen Sommerspielen 1972, wo er im Finale in München mit 3:1 gegen die DDR-Auswahl die Goldmedaille gewann. Auch 1976 nahm er wieder an den Olympischen Spielen teil und belegte mit seinem Team in Montreal den vierten Platz.